# ARROW/アロー
『ARROW/アロー』（原題：Arrow）は、2012年10月10日にThe CWで放送が始まり、2020年1月28日まで計8シーズンが放送された、DCコミックスの「グリーンアロー」に基づくアメリカ合衆国の実写テレビシリーズ。主演のスティーヴン・アメルが自身の契約満了を機に降板を決意したところ、製作側が番組を完結させる判断を下した。
本作は、テレビで成功を収めているコミック的な衣装をまとったスーパーヒーローの実写作品がない時代に成功を収め、『THE FLASH/フラッシュ』や『レジェンド・オブ・トゥモロー』などの派生作品を多数生み出し、「アローバース」と呼ばれるシェアード・ユニバースを形成するに至った。
本作の完結後も、登場人物は世界観を同じくするアローバースの他の作品にしばしば登場している。

## 沿革
2012年5月11日
　The CWで本作のシリーズ化が正式に決定したことが報じられた。
2012年7月13日
　サンディエゴ・コミコンにて本作と同じ脚本家が手掛けた全10ページのコミックが宣伝として配布された。
2012年10月10日
　アメリカ合衆国にて『スーパーナチュラル』と組み合わせたThe CWの水曜20:00枠で放送が始まった。初回は414万人の視聴者を獲得し、The CWの新番組としては2009年の『ヴァンパイア・ダイアリーズ』以来最高のデビューを飾り、『スーパーナチュラル』の視聴者数も上昇するという相乗効果をもたらした。
　外伝コミック『ARROW』のデジタル配信が始まった。
　カナダにて放送が始まった。
2012年10月19日
　南アフリカ共和国にて放送が始まった。
2012年10月22日
　イギリスにてSky1で放送が始まった。
　ラテンアメリカ諸国にてワーナーテレビジョンで放送が始まった。
　シーズン1がフル・シーズンで制作されることが決定したと報じられた。
2012年11月14日
　スペインにてCanal 13で放送が始まった。
2013年1月23日
　インドにて放送が始まった。
2013年2月11日
　シーズン2への更新決定が報じられた。この時期での更新決定は異例の早さである。
2013年5月1日
　オーストラリアにて放送が始まった。
2013年5月15日
　The CWでシーズン1 最終話（第23話）が放送された。
　最終話の放送後、最終話を補足するデジタル・コミックが配信開始となった。
2013年7月7日
　日本にてAXNでシーズン1 第1話と第2話が先行放送された。本格的な放送は同年9月（字幕版は22日、吹替版は27日）より始まった。
2013年7月30日
　世界観を同じくする作品『THE FLASH/フラッシュ』の計画が進行していることと、その主人公となるバリー・アレンが先立って『ARROW/アロー』シーズン2に登場することが発表された。
2013年8月21日
　日本にてシーズン1のDVD販売とオンデマンド配信が始まった。
2013年10月2日
　The CWでシーズン1の総集編『Year One』が放送された。
　シーズン2の放送開始を10月21日に控えたSky1が独占プロモーション映像を公開した。
2013年10月9日～2014年5月14日
　The CWでシーズン2 全23話が放送された。
2014年10月8日～2015年5月13日
　The CWでシーズン3 全23話が放送された。
2015年1月11日～5月7日
　レイ・パーマーやサラ・ランスを主役とする新たなスピンオフ作品の計画が徐々に明かされていき、最終的に『レジェンド・オブ・トゥモロー』として正式発表された。
2015年10月7日～2016年5月25日
　The CWでシーズン4 全23話が放送された。
2015年3月3日～8月5日
　日本テレビにてシーズン1が放送された。独自のエンディング曲として、前半は倖田來未の「WALK OF MY LIFE」、後半はcinema staffの「地下室の花」が使用された。
2016年10月5日～2017年5月24日
　The CWでシーズン5 全23話が放送された。
2017年10月12日～2018年5月17日
　The CWでシーズン6 全23話が放送された。
2018年10月15日
　The CWでシーズン7の放送が始まった。
2019年3月6日
　シーズン8が最終シーズンとなることが報じられた。
2019年5月13日
　The CWでシーズン7 最終話（第22話）が放送された。
2019年9月24日
　ミア・クイーン、ローレル・ランス、ダイナ・ドレイクを主役とするスピンオフ作品『GREEN ARROW AND THE CANARIES』の計画が発表された。
2019年10月15日
　The CWでシーズン8の放送が始まった。
2020年1月28日
　The CWでキャスト・スタッフへのインタビュー番組『Arrow: Hitting the Bullseye』が放送された。
　その後、The CWでシーズン8 最終話（第10話）が放送された。
2021年1月8日
　『GREEN ARROW AND THE CANARIES』の計画が中止となったことが報じられた。
2022年1月13日
　ジョン・ディグルを主役とするスピンオフ作品『JUSTICE U』の計画が発表された。
2023年5月18日
　『JUSTICE U』の計画が中止となったことが報じられた。

## 出演者
○＝メイン、◇＝リカーリング、ゲスト＝△
| 出演者                           | 役名                                                                       | 出演したシーズン | 出演したシーズン | 出演したシーズン | 出演したシーズン | 出演したシーズン | 出演したシーズン | 出演したシーズン | 出演したシーズン | 日本語吹替 |
| 出演者                           | 役名                                                                       | 1                | 2                | 3                | 4                | 5                | 6                | 7                | 8                | 日本語吹替 |
| -------------------------------- | -------------------------------------------------------------------------- | ---------------- | ---------------- | ---------------- | ---------------- | ---------------- | ---------------- | ---------------- | ---------------- | ---------- |
| スティーヴン・アメル             | - オリバー・クイーン - アースXのオリバー                                   | ○                | ○                | ○                | ○                | ○                | ○                | ○                | ○                | 日野聡     |
| デヴィッド・ラムゼイ             | - ジョン・ディグル                                                         | ○                | ○                | ○                | ○                | ○                | ○                | ○                | ○                | 三宅健太   |
| ケイティ・キャシディ             | - ローレル・ランス - アース2のローレル・ランス                             | ○                | ○                | ○                | ○                | ◇                | ○                | ○                | ○                | 小林沙苗   |
| コリン・ドネル                   | - トミー・マーリン - アースXのトミー・マーリン - アース2のトミー・マーリン | ○                | △                | △                |                  |                  | △                | △                | △                | 伊藤健太郎 |
| ポール・ブラックソーン           | - クエンティン・ランス                                                     | ○                | ○                | ○                | ○                | ○                | ○                | △                | △                | 内田直哉   |
| ウィラ・ホランド                 | - テア・クイーン                                                           | ○                | ○                | ○                | ○                | ○                | ○                | △                | △                | 坂井恭子   |
| スザンナ・トンプソン             | - モイラ・クイーン - アース2のモイラ・クイーン                             | ○                | ○                | △                |                  | △                |                  |                  | △                | 佐々木優子 |
| エミリー・ベット・リッカーズ     | - フェリシティ・スモーク                                                   | ◇                | ○                | ○                | ○                | ○                | ○                | ○                | △                | 岡田栄美   |
| コルトン・ヘインズ               | - ロイ・ハーパー                                                           | ◇                | ○                | ○                | △                |                  | △                | ○                | ◇                | 遠藤純平   |
| オードリー・マリー・アンダーソン | - ライラ・マイケルズ                                                       | △                | ◇                | ◇                | ◇                | ◇                | ◇                | ◇                | ◇                | 慶長佑香   |
| ジョン・バロウマン               | - マルコム・マーリン - アース2のマルコム・マーリン                         | ◇                | ◇                | ○                | ○                | ◇                |                  | △                | △                | 花田光     |
| マヌー・ベネット                 | - スレイド・ウィルソン                                                     | ◇                | ○                | △                |                  | △                | △                |                  | △                | 竹田雅則   |
| デヴォッド・ニクル               | - アナトーリ・クニャゼフ                                                   |                  | ◇                |                  |                  | ◇                | ◇                | △                | △                | 清水明彦   |
| カトリーナ・ロー                 | - ナイッサ・アル・グール                                                   |                  | △                | ◇                | ◇                | △                | △                | △                | △                | 志田有彩   |
| エコー・ケラム                   | - カーティス・ホルト                                                       |                  |                  |                  | ◇                | ○                | ○                | ○                | △                | 山本祥太   |
| リック・ゴンザレス               | - レネ・ラミレス - アース2のレネ・ラミレス                                 |                  |                  |                  |                  | ◇                | ○                | ○                | ○                | 森田了介   |
| ジュリアナ･ハーカヴィ            | - ダイナ・ドレイク - アース2のダイナ・ドレイク                             |                  |                  |                  |                  | ◇                | ○                | ○                | ○                | 藤田奈央   |
| レクサ・ドイグ                   | - タリア・アル・グール                                                     |                  |                  |                  |                  | ◇                |                  | △                | △                | きそひろこ |
| エリザ・ファリア                 | - ゾーイ・ラミレス                                                         |                  |                  |                  |                  | △                | ◇                | ◇                | △                | 下山田綾華 |
| アンドレア・シクストス           | - ゾーイ・ラミレス                                                         |                  |                  |                  |                  |                  |                  | ◇                | ◇                | 下山田綾華 |
| ジャック・ムーア                 | - ウィリアム・クレイトン                                                   |                  |                  |                  | △                | △                | ◇                | ◇                | △                | 壹岐紹未   |
| ベン・ルイス                     | - ウィリアム・クレイトン                                                   |                  |                  |                  |                  |                  |                  | ◇                | ○                | 陣谷遥     |
| キャサリン・マクナマラ           | - ミア・クイーン                                                           |                  |                  |                  |                  |                  |                  | ◇                | ○                | 大井麻利衣 |

## 作中用語

### 場所
スターリング・シティ Starling City / スター・シティ Star City
　現在編の主な舞台となる、アメリカの西海岸辺りに位置する都市。シーズン4で「スター・シティ」に改名された。
　市内には「グレイズ（The Glades）」という貧困地区がある。
　原案は、DCコミックスの「スター・シティ」。コミックスのスター・シティは、『Birds of Prey』#119ではサンフランシスコ湾辺りに位置するとされ、DCリバース期ではシアトルの別名とされている（詳細は en:Star City (comics)#Locations through the decades を参照）。

リアン・ユー Lian Yu
　過去編の主な舞台となる、太平洋上の孤島。
　中国が罪人を流罪にする場所であり、「リアン・ユー（中：炼狱）」とは「煉獄（英：purgatory）」を意味する。
　島内では第二次世界大戦時の日本軍兵士の亡骸も見つかっている。
　原案は、DCコミックスの「スターフィッシュ島」。

マルチバース Multiverse
　無数の「アース」と称されるユニバースの集合体。アースとアースの関係性は並行世界であり、あるアースの存在とよく似た別のアースの存在のことは「ドッペルゲンガー」と称される。
　本作の主な舞台は「アース1」。このアース1の並行世界として、アース1とは色々なものが逆転した「アース2」、『SUPERGIRL/スーパーガール』の主な舞台である「アース38」、ナチスに支配された「アースX」などが存在する。
　マルチバースはクライシス・オン・インフィニット・アースを経て生まれ変わり、その際に本作の舞台は「アース・プライム」に変わった。

### 組織
チーム・アロー Team Arrow
　スターリング・シティ（スター・シティ）の自警団。
　チーム・アローの拠点「バンカー」（別称：アローケイブ）は、最初はオリバーが開業したクラブ「ヴァーダント」の地下室に、ある一時期はクイーン社のビルの隠し部屋に、シーズン4からはセバスチャン・ブラッドの元選挙事務所の地下室にある。

キャナリーズ The Canaries / キャナリー・ネットワーク The Canary Network
　チーム・アローが解散した2040年代のスター・シティで活動する自警団。メンバーは大半が女性で、ブラックキャナリーの恰好をしている。
　アース・プライムにおいては実質的にダイナ・ドレイクとローレル・ランスのコンビ名となっている。

スターリング・シティ警察 Starling City Police Department / スター・シティ警察 Star City Police Department
　略称は「SCPD」。スターリング・シティの警察組織。スターリング・シティがスター・シティに改名された際に「スター・シティ警察」に改名された。

アーガス A.R.G.U.S.
　正式名称は「Advanced Research Group United Support」。対テロを始めとする国防を担うアメリカ合衆国の政府機関。
　メタヒューマン対策も行なっており、『THE FLASH/フラッシュ』や『レジェンド・オブ・トゥモロー』などにもしばしば登場する。
　犯罪者を使い捨ての兵士として使う「タスク・フォースX」（通称：スーサイド・スクワッド）を実施するなど、国防の為なら非人道的行為も辞さない部分がある。
　原案は、DCコミックスの「A.R.G.U.S.」。こちらは正式名称が「Advanced Research Group Uniting Super-Humans」となっている。

ブラトヴァ Bratva
　過去にオリバーも所属していたロシアの犯罪組織。
　「ブラトヴァ（露：братва）」とは「兄弟愛（英：brotherhood）」を意味し、構成員は皆で共通のタトゥーを施すなど強い同胞意識を持つ。

トライアド Triad
　中国の犯罪組織。スターリング・シティにも支部がある。

テンペスト Tempest
　マルコム・マーリンらスターリング・シティの富裕層の秘密結社。
　グレイズを破壊する「事業（The Undertaking）」を目論む。

リーグ・オブ・アサシン League of Assassins
　古より続く、「ラーズ・アル・グール」の称号を持つ者に率いられる暗殺者たちの組織。
　オリバーの弓矢の技術も源流はリーグ・オブ・アサシンにある。

ハイヴ H.I.V.E.
　ダミアン・ダークが率いるテロ組織。
　大量殺戮で世界から人間を一掃し、選ばれた者だけで社会を再建する「ジェネシス（Genesis）」を目論む。

シャドウスパイア Shadowspire
　アフガニスタンの戦争で私腹を肥やしていたアメリカ合衆国陸軍特殊部隊の人間たちで構成された犯罪組織。

タナトス・ギルド Thanatos Guild
　リーグ・オブ・アサシン内のマルコム・マーリン派の暗殺者たちで構成された組織。

クアドラント Quadrant
　アメリカ合衆国全土の犯罪組織を牛耳る伝説の巨大犯罪組織。

ロングボウ・ハンターズ Longbow Hunters
　リーグ・オブ・アサシンも恐れたという三人組の殺し屋。

ナインス・サークル Ninth Circle
　薔薇戦争やロシア革命など、数々の歴史的事件の裏で暗躍してきた謎の組織。独自の暗殺者集団を抱えている。

エデン・コア Eden Corps
　2040年代のスター・シティで大企業「ギャラクシー・ワン」を隠れ蓑に活動するテロ組織。
　2010年代にも活動していたが、フラッシュの活躍により当時のリーダーが倒され、以後表立った活動を控えていた。

デスストローク・ギャング Deathstroke gang
　2040年代のスター・シティでキャナリーズと敵対する犯罪組織。メンバーは皆、デスストロークの恰好をしている。

### その他の用語
ヴァーティゴ Vertigo
　スターリング・シティに流通する危険な違法薬物。
　シーズン5では、ヴァーティゴを基に造られた「スターダスト」という違法薬物も現れた。

ミラクル Mirakuru
　リアン・ユーで発見された、第二次世界大戦中の日本軍が開発した血清。超人的な筋肉増強作用があるが、副作用で凶暴化する。

ラザラス・ピット Lazarus Pit
　リーグ・オブ・アサシンが保有・管理する泉。死者を蘇らせるほどの再生の効能がある。ただし、死者は蘇らせても正気を失っている状態となる。

## シーズン1

### あらすじ
五年前に船の沈没事故で死んだと思われた億万長者のロバート・クイーンの息子 オリバー・クイーンが絶海の孤島で発見され、故郷のスターリング・シティに生還する。五年の間に故郷は様変わりしており、父の会社だったクイーン社のCEOに父の元右腕のウォルター・スティールが就任し、母 モイラはウォルターと再婚、妹 テアは五年前に父と兄を失ったショックから薬物に手を出していた。
オリバーは幼馴染のトミー・マーリンや婚約者のローレル・ランスと再会するが、ローレルとは歯車が合わない。ローレルの父 クエンティン・ランス刑事からも恨まれている。なぜならオリバーは、五年前にローレルの妹のサラと浮気しており、サラを船旅に連れ出した挙げ句に沈没事故で死なせてしまった為である。
孤島での生活により鍛え上げられた肉体と優れた弓矢の技術を得ていたオリバーは、表向きは若き実業家として家族や友人との関係を築き直しながら、父の手帳に記された汚職政治家や悪徳実業家らに罰を与える通称「フードの男」としての活動を開始する。しかし、警察からは殺人犯と扱われ、フードの男としてもランス刑事に敵対視される。
戦いの過程でオリバーは2人の仲間を得る。1人はモイラがボディガードとして雇ったジョン・ディグル、もう1人はクイーン社のIT担当 フェリシティ・スモークである。三人はオリバーが開店したクラブ「ヴァーダント」の秘密の地下室を拠点に、スターリング・シティを脅かす悪に立ち向かう。
やがて、船の沈没は何者かの陰謀だったことと、その陰謀に母やトミーの父 マルコム・マーリンが関わっていることが明らかとなる。
【過去編】
乗っていた船が沈没し、同乗していた父とサラを失ったオリバーが、太平洋上の絶海の孤島「リアン・ユー」に流れ着く。そこは謎の武装組織に占拠された危険な島で、オリバーは武装組織と敵対するヤオ・フェイやスレイド・ウィルソンと共に戦うことを強いられる。

### 製作
本作はショーランナーも務めているグレッグ・バーランティ、マーク・グッゲンハイム、アンドリュー・クライスバーグによって企画された。ワーナー・ブラザース・スタジオと大きな契約を結んでいたバーランティが、グッゲンハイムに話を持ちかけ、ワーナーとThe CWに相談し、クライスバーグを呼び寄せた。全ての段階でDCコミックス社のジェフ・ジョーンズも関わった。バーランティとグッゲンハイムは映画『グリーン・ランタン』の製作に携わった際に支配権を失い、映画が失敗に終わった経験がある為、自分たちが支配権を維持するという条件をワーナー側に設けさせた。
DCコミックスの数あるキャラクターの中から「グリーンアロー」が原案に選ばれたのは、コミックスのキャラクターが活躍するテレビ番組は歴史的に宇宙レベルよりもストリートレベルに近い方が成功しており、そこでグリーンアローは超能力のない地に足のついたキャラクターで且つ知名度の高いキャラクターでうってつけだったからである。一方でグッゲンハイムは独自のグリーンアローを描くことを望み、オリバー役をグリーンアローの知名度を上げた『SMALLVILLE/ヤング・スーパーマン』と同じジャスティン・ハートリーにすることはしなかった。
現実に即すことが志向されており、コスチュームや矢を取り払えば、あるのは真の人間のドラマである。グリーンアロー以外にもブラックキャナリーやハントレス、デッドショット、ロイヤルフラッシュ・ギャングなどDCコミックスに基づくものが多数登場するが、より現実的なものへと変更が加えられている。宇宙人や超能力者などは登場しない。舞台の街の名前が「スター・シティ」ではなく「スターリング・シティ」なのも、作品名が『グリーンアロー』でなく『アロー』なのも、現実的な作品を志向している為である。クライスバーグによれば、グリーンアローやDCコミックスを知っているかどうかに関わらず楽しめるという。
本作は一つで二つの作品であり、現在のスターリング・シティでの物語と、過去の孤島での物語（フラッシュバック）が並行して描かれる。二つの物語は直接的あるいはテーマ的に繋がっている。最終話の最後のフラッシュバックはオリバーの視界に救助ボートが現れる場面になるはずだとクライスバーグは述べる。また、第1話～第5話が第1章、第6話～第9話が第2章……という風に構成されており、1つのシーズンが1つのアーク（部）になっている。作品内には様々な伏線やイースターエッグが仕込まれており、その中にはシーズン5になって花開くものもある。テレビ番組の特性を活かした本作だが、映画のような視聴体験を提供することを狙って、オープニング映像はタイトル・カードのみを使用している。
制作にあたっては、ダークナイト3部作や『ドクター・フー』、『バフィー 〜恋する十字架〜』、『エンジェル』、『GALACTICA/ギャラクティカ』、そしてThe New 52期のDCコミックスなど、多数の作品が参考となった。シーズン1 第9話からは、アン・ノセンティが手掛けたThe New 52期のグリーンアローに触発されて、アジアの影響が色濃く出ている。
主人公 オリバー・クイーンを演じるスティーヴン・アメルの逞しい肉体美も本作の魅力の1つとされ、その肉体美は番組宣伝用ポスターにも活用されている。なお、バーランティが初めてアメルの脱いだ姿を目にしたのは撮影に入ってからで、アメルのことはあくまで演技を見て採用したとのこと。
パイロット・エピソード（第1話）の監督は、『ヤング・スーパーマン』『スーパーナチュラル』『ターミネーター サラ・コナー・クロニクルズ』のパイロット・エピソードの監督でもあるデヴィッド・ナッターが担当した。

### 反響

#### 第1話の反応
放送開始直前のレビューにおいて、『バラエティ』誌のBrian Lowryは「グリーンアローはバットマンの代用に過ぎないダークナイト・ライト（ Dark Knight lite ）とも呼ぶべき2流ヒーローであり、しかも本作の”アロー”はタイトルから”グリーン”が抜けているだけあって色褪せていて平面的だ」と酷評した。
『ロサンゼルス・タイムズ』紙のMary McNamaraは、主演のスティーヴン・アメルを『ハンガー・ゲーム』の広告塔になぞらえ、デヴィッド・ナッターが監督した第1話を「完璧なスーパーヒーロー物のお膳立て」と絶賛した。

#### 最終話の反応
シーズン1 最終話では、人工的に地震を起こしてグレイズ地区を壊滅させようとする「事業」(The Undertaking) の首謀者であるダーク・アーチャーことマルコム・マーリンをオリバーが倒す。地震発生装置はフードの男を信じることにしたランス刑事とフェリシティによって解除されるも、代わりにマルコムが隠していた予備の装置が起動し、グレイズ地区を大地震が襲う。グレイズ地区の法律事務所に居残っていたローレルは燃えるビルの中で身動きが取れなくなるが、トミー・マーリンに救われる。しかし、トミー自身は逃げ遅れ、駆けつけたオリバーに看取られながら英雄的な最期を迎える。
トミーの死は多くの視聴者を驚かせた。マルコムの息子であるトミーはシーズン1の中盤から親友のオリバーと仲違いしており、シーズン2ではサム・ライミ版『スパイダーマン』のハリー・オズボーンのように父の後を継いでダーク・アーチャーになると予想されていたからである。
トミー役のコリン・ドネルが自身の演じるキャラクターの死について知ったのは2013年2月のことで、マーク・グッゲンハイムとアンドリュー・クライスバーグからミーティングで直接伝えられた。ドネルの次に知らされたスティーヴン・アメルはドネルと2人でコーヒーを飲みに行った際、言葉に詰まったという。しかし、ドネル自身は物語上必要な措置だったと割り切り、2013年夏以降はニューヨークで舞台を中心に活動している。
マーク・グッゲンハイムはトミーの死について、「今のインターネットの時代に観客を驚かせることはなかなか出来ないので反響に満足している」としつつ、この作劇に至った理由を「シーズン1をオリバーが挫折と敗北を味わう形で終わらせたかった」「死ぬことによって一番大きなインパクトを与えるキャラクターは誰かと考えた時、トミーが候補に挙がった」「キャラクターを殺すのは簡単なことではない。生かしておくよりも大きな利が得られなければならない」と述べた。
トミーの死はシーズン2以降、登場人物たちにとって大きな意味を持つことになる。

#### 全体評価
シーズン1は概ね好評で、Metacriticで100点満点中73点（25人のレビューに基づく）を得た。
シーズン1終了に際し、IGNのJesse Schedeenは「クラーク・ケントの成長を描いて大成功した番組の後継者としては、若きブルース・ウェインか『Gotham City Police Department』のプロシージュラル・ドラマでも作るのが当然と思うところだ。その代わり、The CW は『ARROW/アロー』を世に送り出し、ヴィジランテ・ヒーローになりたてのオリバー・クイーンと、彼の孤島における過酷な日々を同時に描いた。グリーン・アローは『ヤング・スーパーマン』や『Justice League Unlimited』で人気があるキャラクターではあるが、多くの DCコミックス・ファンが望んでいた選択肢ではない。だが、その選択は結局、成果を挙げることになった」と総括した。Schedeenは、本作は序盤ではクリストファー・ノーラン監督版『ダークナイト』シリーズやサム・ライミ監督版『スパイダーマン』シリーズ、そして『LOST』の要素まで混在しており、「どこかで見た感」が否めなかったものの、シーズン1終了までに従来のスーパーヒーロー・ドラマを越えた印象的な作品に成長を遂げ、既知のキャラクターに新たな伝説を付け加えることに成功したと評した。なお、Schedeenが選んだベスト・シーンは、シーズン1 最終話の最後でオリバーがトミーを看取るシーンである。
ScreenRant.comのKevin Yeomanは、『ARROW/アロー』のシーズン1には紆余曲折があったが、シーズン最終話「犠牲 (Sacrifice)」は期待以上の出来であり、翌シーズンに期待を持たせる多くの理由を提供してくれた、と評した。Yeomanは「シーズン最終話では、ほぼ全キャラクターが単なる”来シーズン向けの顔見せ”を超えた意味ある形で描かれており、各ストーリーラインと全体的なテーマが上手く繋がっている」と指摘した。また、アンダーテイキングを阻止できず、トミーにも死なれてしまうという無力感は、オリバーのヒーローとしての成長という観点からすると、痛恨的かつ興味深いアプローチである、と述べた。
『エンターテインメント・ウィークリー』誌のNuzhat Naoreenはシーズン1 最終話「犠牲 (Sacrifice)」について、「素晴しいアクション場面から非常に心を打つ場面まで、シーズン1の最重要ストーリーラインを纏め上げ、映画的かつ実質的な形でシーズン2へのお膳立てを用意した」と評した。最終シーンにおけるトミーの死について、Naoreenは「本当にショッキングだった。シーズンを通し、トミーがダーク・アーチャーになるのだろうと思わされていただけに、その死は優れたどんでん返しであるだけでなく、大胆な一手でもある。おかげで、予想通りで失望的な展開を遥かに超越した良いシーズン・フィナーレとなった。テレビシーズンというのは、まさにこう締めくくるべきである」と絶賛した。

#### 受賞・ノミネート
| 年   | アワード                                  | 部門                                               | 候補                                                     | 結果       |
| ---- | ----------------------------------------- | -------------------------------------------------- | -------------------------------------------------------- | ---------- |
| 2012 | 第17回サテライト賞                        | ジャンルシリーズ賞                                 | 『ARROW/アロー』                                         | ノミネート |
| 2012 | IGN賞                                     | テレビヒーロー賞                                   | スティーヴン・アメル                                     | ノミネート |
| 2013 | 第39回ピープルズ・チョイス・アワード      | 新テレビドラマ賞                                   | 『ARROW/アロー』                                         | ノミネート |
| 2013 | NewNowNext Awards                         | 新道楽賞                                           | 『ARROW/アロー』                                         | ノミネート |
| 2013 | NewNowNext Awards                         | ホットだから賞                                     | スティーヴン・アメル                                     | ノミネート |
| 2013 | 第39回サターン賞                          | 若年向けテレビシリーズ賞                           | 『ARROW/アロー』                                         | ノミネート |
| 2013 | ティーン・チョイス・アワード              | テレビ番組賞 - ファンタジー・SF                    | 『ARROW/アロー』                                         | ノミネート |
| 2013 | ティーン・チョイス・アワード              | テレビ・ブレイクアウト番組賞                       | 『ARROW/アロー』                                         | ノミネート |
| 2013 | ティーン・チョイス・アワード              | テレビ男優賞 - ファンタジー・SF                    | スティーヴン・アメル                                     | ノミネート |
| 2013 | ティーン・チョイス・アワード              | テレビ・ブレイクアウト・スター賞                   | スティーヴン・アメル                                     | ノミネート |
| 2013 | ティーン・チョイス・アワード              | テレビ女優賞 - ファンタジー・SF                    | ケイティ・キャシディ                                     | ノミネート |
| 2013 | Canadian Society of Cinematography Awards | Cinematographer Awards for TV Drama Cinematography | グレン・ウィンター csc, 第1話「汚れた街」 (パイロット版) | 受賞       |
| 2013 | Broadcast Music, Inc.                     | BMIテレビ音楽賞                                    | ブレイク・ニーリー                                       | 受賞       |
| 2013 | TVガイド賞                                | お気に入り新シリーズ賞                             | 『ARROW/アロー』                                         | 受賞       |

### リリース
リージョン1 (北米盤)
- Arrow: The Complete First Season (Blu-ray & DVD) - 2013年9月17日発売。

リージョン2 (UK盤)
- Arrow: The Complete First Season (Blu-ray & DVD) - 2013年9月23日発売。

リージョン2 (日本盤)
- ARROW/アロー <ファースト・シーズン> Vol.1 (DVD) - 2013年8月21日発売。品番は「1000417343」。計3話収録 (各話約43分)。
- ARROW/アロー <ファースト・シーズン> コンプリート・ボックス (Blu-ray & DVD) - 2013年9月18日発売。品番は「1000417344」。

## シーズン2

### あらすじ
宿敵 ダーク・アーチャーの「事業」 によって引き起こされた人工地震がグレイズ地区を破壊し、トミー・マーリンを含む約500人の死者を出してから五ヶ月後。オリバーは傷心からリアン・ユーに篭っていたが、ディグルとフェリシティによってスターリング・シティに連れ戻される。
街では、モイラ・クイーンが「事業」に加担していたことと、地震発生装置を作ったのがクイーン社の一部門であったことから、クイーン家に対する世間の風当たりが強くなっていた。また、グレイズ地区の破壊によって愛するものを失った男たちが、フードの男を模倣したヴィジランテ・グループを結成し、金持ちの粛清を行なっていた。
モイラは拘置所で裁判を待っていたが、テアは母を拒絶し、面会に訪れようとしない。テアはオリバーに変わってクラブ「ヴァーダント」を切り回しており、それを恋人のロイ・ハーパーが手伝っている。ロイは面会するようテアを説得するが、テアは聞き入れない。
ロイ自身は、フードの男への憧れからグレイズ地区で悪党退治を行なう日々を送っていた。しかし、未熟さが拭えず、ある夜ゴロツキから女性を救おうとして逆に危地に陥ったところを、金髪・黒ずくめの謎の女戦士に救われる。
グレイズ地区にあった法律事務所が破壊された後、ローレル・ランスは検事局で新たな職を得ていた。上司のアダム・ドナー検事は、悪人を不法処罰するヴィジランテ をスターリング・シティから根絶しようとする。以前は元祖ヴィジランテことフードの男に協力していたローレルも、今ではトミーの死はフードの男のせいと考え、ドナー検事を全面的に支持する。
一方で制服巡査に降格されていたクエンティン・ランスは、以前とは反対に、フードの男に協力するようになる
オリバーは母に代わってクイーン社の経営に本格的に携わることになるが、早速、敵対的買収の危機にさらされる。
そんな中、フードの男の模倣グループが市長を射殺し、クイーン社の会議室を襲撃し、テアを拉致する事件が発生する。命を失いかけたテアは改めて親子の絆の大切さを悟り、フードの男によって救出された後にモイラを接見する。
かつては悪を罰する際に殺人を辞さなかったオリバーだが、英雄としての死を遂げたトミーの名誉にかけ、殺人を避けて人々をより良い方向に導く存在＝ヒーローになろうと決心する。そして、「フードの男」や「ヴィジランテ」という呼称にさよならを告げたいと、矢 (arrow) を見つめる。
【過去編】
重度の病に侵された妻を救いうる旧日本軍の製造した血清を求めて、アンソニー・アイボという科学者が船に乗ってリアン・ユーに現れる。やがて、アイボの残虐性が、デスストローク誕生のきっかけとなる悲劇を引き起こす。

### 製作
シーズン2より、フェリシティ・スモーク役のエミリー・ベット・リカーズ、ロイ・ハーパー役のコルトン・ヘインズ、スレイド・ウィルソン役のマヌー・ベネットがレギュラーに昇格する。フェリシティは1エピソード・2シーンのみの予定のキャラクターであったが、リカーズの剽軽で好感の持てる口調が好評で再登場が続き、シーズン1終了時にはオリバーの仲間という立ち位置になっていた。
新キャストでは、ケイティ・ロッツがカナリア役で準レギュラー出演する。アンドリュー・クライスバーグ曰く、ロッツが演じるのはブラックキャナリーの物語の導入となるキャラクターで、マーリンやデスストロークの物語にあったような捻りをローレルがブラックキャナリーになっていく物語に加えるという。
また、世界観を同じくする『THE FLASH/フラッシュ』の制作決定に先駆けて、同作の主役であるバリー・アレン役のグラント・ガスティンがゲスト出演する。『ARROW/アロー』の世界観に超高速の能力を持ったフラッシュを導入することについて、The CWの社長 マーク・ペドウィッツは「（少なくとも最初は）バリー・アレンは超能力を有していないかもしれない」と説明し、クライスバーグは「超能力が当たり前になるわけではない」と説明した。
その他、サマー・グローがイザベラ・ロチェフ（Isabel Rochev）役で、テリル・ロセリーがコミックスではアトムことレイ・パーマーの妻であるジーン・ローリング役で出演する。このジーン・ローリングはモイラの法律相談役かつ友人という設定で、オリバーとローレルの友人としてシーズン1 第21話で名前の言及がされたレイとジーンとは関係がない。

## シーズン3

### あらすじ
犯罪に絶えず脅かされる街を守る為に、オリバーは自分は「アロー」としてのみ生きるべきだと思いつめる。オリバーのその考えは、才能にも人望にも溢れたレイ・パーマーに会社を奪われたことで、一層強くなっていく。そんな中、カナリアとして共に戦ってきたサラが何者かに殺害される事件が発生。オリバーたちチーム・アロ―は、サラが所属していたリーグ・オブ・アサシンを率いるラーズ・アル・グールとの戦いに巻き込まれていく。
【過去編】
オリバーがアマンダ・ウォラーの下で働くことを余儀なくされ、香港で日本人のヤマシロ家と共にウィルス・テロの阻止に奮闘することとなる。

### 製作
シーズン3は「アイデンティティ」を主題とした物語を紡ぐ。また、同時期に放送開始した『THE FLASH/フラッシュ』シーズン1と随時クロスオーバーし、第8話では1エピソード丸ごとクロスオーバーした『フラッシュ VS アロー』を行なう。
シーズン3をもってロイ・ハーパー役のコルトン・ヘインズが、患っていた不安症の治療に専念する為にレギュラーを降板した。ヘインズはその後、数度ゲスト出演した後、シーズン7にてレギュラーに復帰している。
アンドリュー・クライスバーグは当初、コミックスではヒーロー「ブルービートル」として知られ、『ARROW/アロー』劇中でも名前が何度か言及されていたテッド・コードをシーズン3に登場させることを構想していた。しかし、DC社が他の計画の為にブルービートルの使用を制限したことで、代わりにヒーロー「アトム」として知られるレイ・パーマーを登場させる運びとなった。レイ・パーマー役は映画『スーパーマン リターンズ』でスーパーマンを演じたブランドン・ラウスが務める。なお、このレイ・パーマーは、モイラの法律相談役かつ友人のジーン・ローリングや、オリバーとローレルの友人として名前の言及がされたレイとジーンとは関係がない。
他にもハーレイ・クインを登場させる構想があったが、DC社が映画『スーサイド・スクワッド』の公開にあたってデッドショットやハーレイ・クインといったスーサイド・スクワッドのキャラクターの使用を制限したことにより、没となっている。同時にシーズン1より登場していたデッドショットも退場となった。
余談だが、アジア系カナダ人俳優のオスリック・チャウが2014年頃に、DCコミックスの数少ないアジア系ヒーローで、複数いるアトムのうちの一人であるライアン・チョイを主役とした番組の企画をThe CWに持ち込んだが、レイ・パーマーの企画が動いていたが故に見てもらえなかったという。

## シーズン4

### あらすじ
スターリング・シティ改めスター・シティは、ダミアン・ダーク率いるテロリスト集団 H.I.V.E.の脅威に晒されていた。オリバーはチーム・アローを抜けてアイビー・タウンでフェリシティと平穏な暮らしを送っていたが、ローレルとテアからの連絡を受け、スター・シティに帰還する。そして、オリバーは市長選に出馬する傍ら、新たなヒーロー「グリーンアロー」として再び激闘に身を投じる。
【過去編】
オリバーがアマンダ・ウォラーの指示を受けてリアン・ユーに戻る。その頃のリアン・ユーでは、武装集団 シャドウスピアが何かを探し、人々を奴隷のように酷使していた。

### 製作
シーズン4では、スターリング・シティがコミックスと同じ「スター・シティ」に改名され、更にオリバーがコミックスと同じ「グリーンアロー」を名乗る。このことについて、ショーランナーのウェンディ・メリクルは「オリバーのキャラクターの自然な進化が、自分たちがコミックスの中で知っているものになるのは正しいと感じる」と語る。
マーク・グッゲンハイムはシーズン4で、暗い展開が続いてきた『ARROW/アロー』をシーズン1半ばくらいのトーンに戻すことを目指しているという。
クロスオーバー・イベント『ヒーローズ・ジョイン・フォース』の後編となる第8話「Legends of Yesterday」は、レイ・パーマーやサラ・ランスを主役とする新たなスピンオフ作品『レジェンド・オブ・トゥモロー』の前日譚にもなっている。

## シーズン5

### あらすじ
オリバーが新市長に就任したスター・シティに、新たな脅威 トビアス・チャーチが現れる。オリバーは市長の役目を果たしながら、街を牛耳ろうとするチャーチと戦うものの、今や自分とフェリシティの二人だけとなったチーム・アローでは人手が足りない。そこで、新たな仲間を募る。だが、街に現れた脅威はチャーチだけではない。プロメテウスを名乗る殺人鬼も現れ、市民を次々と殺害していく。オリバーは捜査の結果、プロメテウスの正体が自分がかつて殺した人物の子であることを知る。
【過去編】
オリバーがコンスタンチン・コバールを倒すべく、ロシアに渡り、アナトーリ・クニャゼフらブラトヴァと行動を共にする。

### 製作
『ARROW/アロー』はスピンオフ作品の企画に伴って、超能力のような非現実的な要素を世界観に導入し、シーズン4に至っては魔法を行使する敵との戦いを描いたが、シーズン5では再び超常的な力を持たない敵との戦いを描く。こうした方針となったのは、シーズン5では新たなスピンオフ作品の為に世界観を整地する必要がなく、改めて『ARROW/アロー』の物語に集中できるようになったからである。マーク・グッゲンハイムはシーズン5の主題を「遺産」とし、これを語るのに新たな敵 プロメテウスは適任だと述べる。
終盤ではマヌー・ベネットがスレイド・ウィルソン役でシーズン3 第14話ぶりに出演する。スレイドの再登場がここまで長引いてしまったのは、DC社が『ARROW/アロー』以外のデスストロークの計画（DCエクステンデッド・ユニバース）の為に、デスストロークを『ARROW/アロー』が使用することを制限していたことによる。
過去編はシーズン5をもって終幕を迎えた。また、クロスオーバー・イベント『インベージョン！』の中編を担う第8話をもって『ARROW/アロー』はシリーズ通算100話目に到達した。
シーズン5の放送終了後、スティーヴン・アメルは過去5シーズンの中でシーズン5が最もお気に入りのシーズンだと述べ、プロメテウスもまた最もお気に入りのヴィランだと述べている。

## シーズン6

### あらすじ
息子 ウィリアムを引き取ったオリバーは、市長とグリーンアローの役割だけでなく、父親としての役割も全うしようとする。しかし、スター・シティを脅かすブラックサイレン、ケイデン・ジェームズ、リカルド・ディアス、ブラトヴァが手を組んだことで、オリバーは最悪の危機に直面する。それは、自分がグリーンアローであるという情報の暴露、そしてチーム・アローの分裂だった。

### 製作
シーズン6は「家族」を主題とする。「家族」とはすなわち、集団（Group）と忠誠（Loyalty）だとマーク・グッゲンハイムは述べる。また、グッゲンハイムは最近影響を受けたコミック作品を訊かれた際、ジェフ・レミーアの『Green Arrow: The Outsiders War』を読んだことを話している。
シーズン6ではヴィランたちが協力関係を結び、物語が集団対集団の構図となる。このヴィランたちのうち一人は、シーズン4で死亡したローレル・ランスの悪のバージョンで、シーズン5から不定期に登場していたブラックサイレンである。演じるケイティ・キャシディはシーズン4の時に一度降板したが、シーズン6をもってレギュラーに復帰する。

## シーズン7

### あらすじ
FBIと取り決めた仲間の免責と引き換えにオリバーが自らがグリーンアローであると公表し、刑務所に入って五ヶ月が過ぎる。リカルド・ディアスはいまだ活動中であったが、チーム・アローは以前のように戦うことはできない。絶望的な状況の中、街に正体不明の“もう一人のグリーンアロー”が現れる。
【未来編】
成長したウィリアムがとある理由からリアン・ユーに訪れ、かつて父と共に戦ったロイ・ハーパーと出会う。

### 製作
シーズン7より、マーク・グッゲンハイムとウェンディ・メリクルに代わって、ベス・シュワルツがショーランナーを務める。グッゲンハイムはエグゼクティブ・コンサルタントの任に就く。
シュワルツ曰く、シーズン7は「贖罪」を主題とし、地に足のついたシーズン1のようなダークな物語となる。また、『ARROW/アロー』の物語の中で過去編がお気に入りというシュワルツによる新たな試みとして、現在の物語と並行して20年後の未来を描く「未来編（フラッシュフォワード）」が開始される。この未来編では、ロイ・ハーパー役のコルトン・ヘインズがシーズン3ぶりにレギュラーに復帰し、『レジェンド・オブ・トゥモロー』シーズン1にコナー・ホーク役で出演したっきり再出演の話がなかったジョセフ・デヴィッド・ジョーンズが改めてコナー・ホークを演じる。
第12話「Emerald Archer」をもって『ARROW/アロー』はシリーズ通算150話目に到達した。

## シーズン8

### あらすじ
神の如き存在であるモニターが現れ、マルチバースの全てが消滅する「クライシス」の到来を告げる。オリバーは大切な人々を守る為、その先に自らの死が待ち構えていることを知りながら、一人かつてないほどに困難な戦いの旅に出る。
【未来編】
グリーンアローの子供たちがデスストロークの仮面を継いだジョン・ディグルの息子 JJと相対する。

### 製作
シーズン8が『ARROW/アロー』の最終シーズンとなる。シーズン6の終わり頃、スティーヴン・アメルは2019年で満了を迎える契約を更新せず、そのまま番組を降板する意思を製作側に伝えた。この頃のアメルは精神的疲弊によりパニック障害を患い、家族と過ごす時間を増やすことを望んでいた。アメルは自分抜きで番組を続けてもらうつもりでいたが、製作側は番組を完結させる頃合いだと考え、『ARROW/アロー』最後のシーズンを全10話で制作することに決めた。
シーズン8では、オリバーがクライシス・オン・インフィニット・アースで起こるという自らの死に立ち向かう姿が描かれる。オリバーの死は確定的なものであり、脚本を手掛けるマーク・グッゲンハイム曰く、その死は「オリバーの贖罪の最終段階」に当たる。グッゲンハイムもアメルも、『ARROW/アロー』におけるオリバーの物語はオリバーの死で終わると常々考えていたという。
全10話となるシーズン8は、第1話はシーズン1の頌歌、第2話はシーズン3の頌歌となっていて、総じて「最高のヒット曲を演奏している」感覚だとアメルは述べる。また、第8話はクロスオーバー・イベント『クライシス・オン・インフィニット・アース』の第4回に当たり、その次の第9話はミア・クイーン、ローレル・ランス、ダイナ・ドレイクを主役とするスピンオフ作品『グリーンアロー＆キャナリーズ』のバックドア・パイロットとなっている。
本作の結末には「オリバー・クイーンは新世代のヴィジランテに影響を与えた、というボイスオーバーとともに黒いブーツとマントの男が悪党を蹴散らす」といった内容も構想されていたが、世界観を同じくする『BATWOMAN/バットウーマン』が企画されたことなどの理由により没となっている。
『GREEN ARROW AND THE CANARIES』の計画はその後、バックドア・パイロットの放送から約一年が経った2021年1月8日に中止が発表された。

## エピソード一覧

### シーズン一覧
| シーズン | シーズン | エピソード | 米国での放送日 | 米国での放送日 |
| シーズン | シーズン | エピソード | 初回           | 最終話         |
| -------- | -------- | ---------- | -------------- | -------------- |
|          | 1        | 23         | 2012年10月10日 | 2013年5月15日  |
|          | 2        | 23         | 2013年10月9日  | 2014年5月14日  |
|          | 3        | 23         | 2014年10月8日  | 2015年5月13日  |
|          | 4        | 23         | 2015年10月7日  | 2016年5月25日  |
|          | 5        | 23         | 2016年10月5日  | 2017年5月24日  |
|          | 6        | 23         | 2017年10月12日 | 2018年5月17日  |
|          | 7        | 22         | 2018年10月15日 | 2019年5月13日  |
|          | 8        | 10         | 2019年10月15日 | 2020年1月28日  |

### シーズン1 (2012年 - 2013年)
| 通算 | 話数 | タイトル                     | 日本語版タイトル | 監督                       | 米国放送日     | 視聴者数 (万人) |
| ---- | ---- | ---------------------------- | ---------------- | -------------------------- | -------------- | --------------- |
| 1    | 1    | Pilot                        | 汚れた街         | デヴィッド・ナッター       | 2012年10月10日 | 414             |
| 2    | 2    | Honor Thy Father             | 父への誓い       | デヴィッド・バレット       | 2012年10月17日 | 355             |
| 3    | 3    | Lone Gunmen                  | 凶弾             | ガイ・ビー                 | 2012年10月24日 | 351             |
| 4    | 4    | An Innocent Man              | 交錯する想い     | ヴィンス・ミシアーノ       | 2012年10月31日 | 305             |
| 5    | 5    | Damaged                      | 傷痕             | マイケル・シュルツ         | 2012年11月7日  | 375             |
| 6    | 6    | Legacies                     | 正すべきもの     | ジョン・ベーリング         | 2012年11月14日 | 383             |
| 7    | 7    | Muse of Fire                 | 復讐の女神       | デヴィッド・グロスマン     | 2012年11月28日 | 374             |
| 8    | 8    | Vendetta                     | 歪んだ心         | ケン・フィンク             | 2012年12月5日  | 335             |
| 9    | 9    | Year's End                   | 新たな闇         | ジョン・ダール             | 2012年12月12日 | 311             |
| 10   | 10   | Burned                       | 憎しみの炎       | イーグル・エジルソン       | 2013年1月16日  | 306             |
| 11   | 11   | Trust But Verify             | 信じるということ | ニック・コパス             | 2013年1月23日  | 314             |
| 12   | 12   | Vertigo                      | ヴァーティゴ     | ウェンディー・スタンツラー | 2013年1月30日  | 297             |
| 13   | 13   | Betrayal                     | 揺らぐ絆         | ガイ・ビー                 | 2013年2月6日   | 296             |
| 14   | 14   | The Odyssey                  | オデュッセイア   | ジョン・ベーリング         | 2013年2月13日  | 329             |
| 15   | 15   | Dodger                       | 盗まれた宝物     | イーグル・エジルソン       | 2013年2月20日  | 315             |
| 16   | 16   | Dead to Rights               | 暗殺依頼         | グレン・ウィンター         | 2013年2月27日  | 317             |
| 17   | 17   | The Huntress Returns         | 女神の暴走       | ガイ・ビー                 | 2013年3月20日  | 302             |
| 18   | 18   | Salvation                    | 救世主           | ニック・コパス             | 2013年3月27日  | 265             |
| 19   | 19   | Unfinished Business          | 使命と友情       | マイケル・オファー         | 2013年4月3日   | 292             |
| 20   | 20   | Home Invasion                | 二つの道         | ケン・フィンク             | 2013年4月24日  | 310             |
| 21   | 21   | The Undertaking              | 密議             | マイケル・シュルツ         | 2013年5月1日   | 289             |
| 22   | 22   | Darkness on the Edge of Town | 迫りくる悪夢     | ジョン・ベーリング         | 2013年5月8日   | 262             |
| 23   | 23   | Sacrifice                    | 犠牲             | デヴィッド・バレット       | 2013年5月15日  | 277             |

### シーズン2 (2013年 - 2014年)
| 通算 | 話数 | タイトル                 | 日本語版タイトル       | 監督                       | 米国放送日     | 視聴者数 (万人) |
| ---- | ---- | ------------------------ | ---------------------- | -------------------------- | -------------- | --------------- |
| 24   | 1    | City of Heroes           | 再生                   | ジョン・ベーリング         | 2013年10月9日  | 274             |
| 25   | 2    | Identity                 | 光と闇                 | ニック・コパス             | 2013年10月16日 | 306             |
| 26   | 3    | Broken Dolls             | 守るべきもの           | グレン・ウィンター         | 2013年10月23日 | 289             |
| 27   | 4    | Crucible                 | 運命の歯車             | イーグル・エジルソン       | 2013年10月30日 | 237             |
| 28   | 5    | League of Assassins      | リーグ・オブ・アサシン | ウェンディー・スタンツラー | 2013年11月6日  | 280             |
| 29   | 6    | Keep Your Enemies Closer | 誰がために             | ガイ・ビー                 | 2013年11月13日 | 309             |
| 30   | 7    | State v. Queen           | 評決の行方             | ベサニー・ルーニー         | 2013年11月20日 | 266             |
| 31   | 8    | The Scientist            | 来訪者                 | マイケル・シュルツ         | 2013年12月4日  | 324             |
| 32   | 9    | Three Ghosts             | 過去からの亡霊         | ジョン・ベーリング         | 2013年12月11日 | 302             |
| 33   | 10   | Blast Radius             | 不協和音               | ロブ・ハーディー           | 2014年1月15日  | 252             |
| 34   | 11   | Blind Spot               | 知り過ぎた女           | グレン・ウィンター         | 2014年1月22日  | 249             |
| 35   | 12   | Tremors                  | 新たな仲間             | ガイ・ビー                 | 2014年1月29日  | 295             |
| 36   | 13   | Heir to the Demon        | 再会と離別             | ウェンディー・スタンツラー | 2014年2月5日   | 286             |
| 37   | 14   | Time of Death            | 進み始めた時間         | ニック・コパス             | 2014年2月26日  | 245             |
| 38   | 15   | The Promise              | 誓い                   | グレン・ウィンター         | 2014年3月5日   | 221             |
| 39   | 16   | Suicide Squad            | スーサイド・スクワッド | ラリー・テン               | 2014年3月19日  | 242             |
| 40   | 17   | Birds of Prey            | 復讐の終焉             | ジョン・ベーリング         | 2014年3月26日  | 262             |
| 41   | 18   | Deathstroke              | デスストローク         | ガイ・ビー                 | 2014年4月2日   | 232             |
| 42   | 19   | The Man Under the Hood   | フードの下の素顔       | ジェシー・ワーン           | 2014年4月16日  | 226             |
| 43   | 20   | Seeing Red               | 選択の代償             | ダグ・アーニオコスキー     | 2014年4月23日  | 219             |
| 44   | 21   | City of Blood            | ブラッドの正体         | マイケル・シュルツ         | 2014年4月30日  | 231             |
| 45   | 22   | Streets of Fire          | 破滅への序曲           | ニック・コパス             | 2014年5月7日   | 233             |
| 46   | 23   | Unthinkable              | 決戦の時               | ジョン・ベーリング         | 2014年5月14日  | 237             |

### シーズン3 (2914年 - 2015年)
- 第8話は、クロスオーバー・イベント『フラッシュ VS アロー』の1エピソード。

| 通算 | 話数 | タイトル                            | 日本語版タイトル           | 監督                       | 米国放送日     | 視聴者数 (万人) |
| ---- | ---- | ----------------------------------- | -------------------------- | -------------------------- | -------------- | --------------- |
| 47   | 1    | The Calm                            | 再出発                     | グレン・ウィンター         | 2014年10月8日  | 283             |
| 48   | 2    | Sara                                | サラ                       | ウェンディー・スタンツラー | 2014年10月15日 | 232             |
| 49   | 3    | Corto Maltese                       | 家族の絆                   | スティーヴン・サージク     | 2014年10月22日 | 255             |
| 50   | 4    | The Magician                        | 宿敵との再会               | ジョン・ベーリング         | 2014年10月29日 | 249             |
| 51   | 5    | The Secret Origin of Felicity Smoak | フェリシティの過去         | マイケル・シュルツ         | 2014年11月5日  | 273             |
| 52   | 6    | Guilty                              | 罪の意識                   | ピーター・レト             | 2014年11月12日 | 260             |
| 53   | 7    | Draw Back Your Bow                  | 執着                       | ロブ・ハーディー           | 2014年11月19日 | 264             |
| 54   | 8    | The Brave and the Bold              | アロー vs フラッシュ       | ジェシー・ワーン           | 2014年12月3日  | 392             |
| 55   | 9    | The Climb                           | ラーズ・アル・グール       | トール・フロイデンタール   | 2014年12月10日 | 306             |
| 56   | 10   | Left Behind                         | 残された仲間               | グレン・ウィンター         | 2015年1月21日  | 306             |
| 57   | 11   | Midnight City                       | 今そこにある危機           | ニック・コパス             | 2015年1月28日  | 291             |
| 58   | 12   | Uprising                            | 21年前の真実               | ジェシー・ワーン           | 2015年2月4日   | 294             |
| 59   | 13   | Canaries                            | 2人のカナリア              | マイケル・シュルツ         | 2015年2月11日  | 267             |
| 60   | 14   | The Return                          | リアン・ユー               | ダーモット・ダウンズ       | 2015年2月18日  | 291             |
| 61   | 15   | Nanda Parbat                        | ナンダ・パルバット         | グレゴリー・スミス         | 2015年2月25日  | 307             |
| 62   | 16   | The Offer                           | 悪魔からの誘い             | ダーモット・ダウンズ       | 2015年3月18日  | 256             |
| 63   | 17   | Suicidal Tendencies                 | 狂気と正義                 | ジェシー・ワーン           | 2015年3月25日  | 286             |
| 64   | 18   | Public Enemy                        | 街の敵                     | ドワイト・リトル           | 2015年4月1日   | 248             |
| 65   | 19   | Broken Arrow                        | 共同戦線                   | ダグ・アーニオコスキー     | 2015年4月15日  | 247             |
| 66   | 20   | The Fallen                          | 交換条件                   | アントニオ・ネグレ         | 2015年4月22日  | 272             |
| 67   | 21   | Al Sah-him                          | アル・サーヒム             | トール・フロイデンタール   | 2015年4月29日  | 239             |
| 68   | 22   | This Is Your Sword                  | 決死の作戦                 | ウェンディー・スタンツラー | 2015年5月6日   | 254             |
| 69   | 23   | My Name Is Oliver Queen             | 俺の名はオリバー・クイーン | ジョン・ベーリング         | 2015年5月13日  | 283             |

### シーズン4 (2015年 - 2016年)
- 第4話は、『コンスタンティン』とのクロスオーバー・エピソード。
- 第8話は、クロスオーバー・イベント『ヒーローズ・ジョイン・フォース』の1エピソード。
- 第15話は、『VIXEN/ビクセン』とのクロスオーバー・エピソード。

| 通算 | 話数 | タイトル             | 日本語版タイトル               | 監督                           | 米国放送日     | 視聴者数 (万人) |
| ---- | ---- | -------------------- | ------------------------------ | ------------------------------ | -------------- | --------------- |
| 70   | 1    | Green Arrow          | グリーンアロー                 | トール・フロイデンタール       | 2015年10月7日  | 267             |
| 71   | 2    | The Candidate        | 希望と勇気                     | ジョン・ベーリング             | 2015年10月14日 | 250             |
| 72   | 3    | Restoration          | よみがえり                     | ウェンディー・スタンツラー     | 2015年10月21日 | 240             |
| 73   | 4    | Beyond Redemption    | 心をひとつに                   | レクシー・アレクサンダー       | 2015年10月28日 | 264             |
| 74   | 5    | Haunted              | コンスタンティン               | ジョン・バダム                 | 2015年11月4日  | 260             |
| 75   | 6    | Lost Souls           | すれ違う心                     | アントニオ・ネグレ             | 2015年11月11日 | 230             |
| 76   | 7    | Brotherhood          | 兄弟                           | ジェームズ・バンフォード       | 2015年11月18日 | 269             |
| 77   | 8    | Legends of Yesterday | レジェンド・オブ・イエスタデイ | トール・フロイデンタール       | 2015年12月2日  | 366             |
| 78   | 9    | Dark Waters          | 宣戦布告                       | ジョン・ベーリング             | 2015年12月9日  | 282             |
| 79   | 10   | Blood Debts          | アナーキー                     | ジェシー・ワーン               | 2016年1月20日  | 283             |
| 80   | 11   | A.W.O.L.             | 本当の自分                     | シャーロット・ブランドストロム | 2016年1月27日  | 278             |
| 81   | 12   | Unchained            | ロータス                       | ケヴィン・フェア               | 2016年2月3日   | 248             |
| 82   | 13   | Sins of the Father   | 父親の罪                       | ゴードン・ヴァーヒュール       | 2016年2月10日  | 244             |
| 83   | 14   | Code of Silence      | 愛と嘘                         | ジェームズ・バンフォード       | 2016年2月17日  | 244             |
| 84   | 15   | Taken                | 誘拐                           | グレゴリー・スミス             | 2016年2月24日  | 270             |
| 85   | 16   | Broken Hearts        | 別れ                           | ジョン・ショウォルター         | 2016年3月23日  | 209             |
| 86   | 17   | Beacon of Hope       | 希望の光                       | マイケル・シュルツ             | 2016年3月30日  | 234             |
| 87   | 18   | Eleven-Fifty-Nine    | 11時59分                       | ロブ・ハーディー               | 2016年4月6日   | 224             |
| 88   | 19   | Canary Cry           | キャナリークライ               | ローラ・ベルジー               | 2016年4月27日  | 227             |
| 89   | 20   | Genesis              | ジェネシス                     | グレゴリー・スミス             | 2016年5月4日   | 207             |
| 90   | 21   | Monument Point       | 迫りくる危機                   | ケヴィン・タンチャローエン     | 2016年5月11日  | 216             |
| 91   | 22   | Lost in the Flood    | テヴァット・ノア               | グレン・ウィンター             | 2016年5月18日  | 194             |
| 92   | 23   | Schism               | それぞれの道                   | ジョン・ベーリング             | 2016年5月25日  | 219             |

### シーズン5 (2016年 - 2017年)
- 第8話は、クロスオーバー・イベント『インベージョン！』の1エピソード。

| 通算 | 話数 | タイトル                | 日本語版タイトル       | 監督                       | 米国放送日     | 視聴者数 (万人) |
| ---- | ---- | ----------------------- | ---------------------- | -------------------------- | -------------- | --------------- |
| 93   | 1    | Legacy                  | 残されたもの           | ジェームズ・バンフォード   | 2016年10月5日  | 187             |
| 94   | 2    | The Recruits            | 新生チーム・アロー     | ジェームズ・バンフォード   | 2016年10月12日 | 194             |
| 95   | 3    | A Matter of Trust       | 信頼                   | グレゴリー・スミス         | 2016年10月19日 | 179             |
| 96   | 4    | Penance                 | 巧妙な罠               | ダーモット・ダウンズ       | 2016年10月26日 | 187             |
| 97   | 5    | Human Target            | ヒューマン・ターゲット | ローラ・ベルジー           | 2016年11月2日  | 161             |
| 98   | 6    | So It Begins            | 過去の傷跡             | ジョン・ベーリング         | 2016年11月9日  | 195             |
| 99   | 7    | Vigilante               | ビジランテ             | ゴードン・ヴァーヒュール   | 2016年11月16日 | 186             |
| 100  | 8    | Invasion!               | インベージョン!        | ジェームズ・バンフォード   | 2016年11月30日 | 355             |
| 101  | 9    | What We Leave Behind    | 罪の証明               | アントニオ・ネグレ         | 2016年12月7日  | 194             |
| 102  | 10   | Who Are You?            | ブラックサイレン       | グレゴリー・スミス         | 2017年1月25日  | 168             |
| 103  | 11   | Second Chances          | 自分の中の怪物         | マーク・バンティング       | 2017年2月1日   | 191             |
| 104  | 12   | Bratva                  | ブラトヴァ             | ベン・ブレイ               | 2017年2月8日   | 161             |
| 105  | 13   | Spectre of the Gun      | 銃と秩序               | クリスティン・ウィンデル   | 2017年2月15日  | 166             |
| 106  | 14   | The Sin-Eater           | 罪の連鎖               | メアリー・ランバート       | 2017年2月22日  | 154             |
| 107  | 15   | Fighting Fire with Fire | 冷酷な手段             | マイケル・シュルツ         | 2017年3月1日   | 160             |
| 108  | 16   | Checkmate               | チェックメイト         | ケン・シェイン             | 2017年3月15日  | 153             |
| 109  | 17   | Kapiushon               | オリバーの告白         | ケヴィン・タンチャローエン | 2017年3月22日  | 138             |
| 110  | 18   | Disbanded               | 友との決別             | JJ・マカロ                 | 2017年3月29日  | 155             |
| 111  | 19   | Dangerous Liaisons      | 交錯する思惑           | ジョエル・ノヴォア         | 2017年4月26日  | 136             |
| 112  | 20   | Underneath              | 決死の脱出             | ウェンディー・スタンツラー | 2017年5月3日   | 136             |
| 113  | 21   | Honor Thy Fathers       | 父への思い             | ローラ・ベルジー           | 2017年5月10日  | 165             |
| 114  | 22   | Missing                 | 奪われた仲間           | メアジー・アルマス         | 2017年5月17日  | 144             |
| 115  | 23   | Lian Yu                 | 煉獄での決戦           | ジェシー・ワーン           | 2017年5月24日  | 172             |

### シーズン6 (2017年 - 2018年)
- 第8話は、クロスオーバー・イベント『クライシス・オン・アースX』の1エピソード。

| 通算 | 話数 | タイトル                   | 日本語版タイトル          | 監督                       | 米国放送日     | 視聴者数 (万人) |
| ---- | ---- | -------------------------- | ------------------------- | -------------------------- | -------------- | --------------- |
| 116  | 1    | Fallout                    | 親子                      | ジェームズ・バンフォード   | 2017年10月12日 | 152             |
| 117  | 2    | Tribute                    | 容疑                      | ローラ・ベルジー           | 2017年10月19日 | 151             |
| 118  | 3    | Next of Kin                | アローを継ぐ者            | ケヴィン・タンチャローエン | 2017年10月26日 | 134             |
| 119  | 4    | Reversal                   | 新たな敵                  | グレゴリー・スミス         | 2017年11月2日  | 133             |
| 120  | 5    | Deathstroke Returns        | マスクの下の素顔          | ジョエル・ノヴォア         | 2017年11月9日  | 129             |
| 121  | 6    | Promises Kept              | 息子との約束              | アントニオ・ネグレ         | 2017年11月16日 | 128             |
| 122  | 7    | Thanksgiving               | 感謝祭の奇跡              | ゴードン・ヴァーヒュール   | 2017年11月23日 | 109             |
| 123  | 8    | Crisis on Earth-X: Part 2  | クライシス・オン・アースX | ジェームズ・バンフォード   | 2017年11月27日 | 252             |
| 124  | 9    | Irreconcilable Differences | 揺らぐ信頼                | ローラ・ベルジー           | 2017年12月7日  | 130             |
| 125  | 10   | Divided                    | 分裂                      | ジェームズ・バンフォード   | 2018年1月18日  | 138             |
| 126  | 11   | We Fall                    | 崩壊                      | ウェンディー・スタンツラー | 2018年1月25日  | 138             |
| 127  | 12   | All for Nothing            | 犠牲と報復                | メアジー・アルマス         | 2018年2月1日   | 124             |
| 128  | 13   | The Devil's Greatest Trick | 影の策略                  | JJ・マカロ                 | 2018年2月8日   | 130             |
| 129  | 14   | Collision Course           | 衝突                      | ケン・シェイン             | 2018年3月1日   | 111             |
| 130  | 15   | Doppelganger               | ドッペルゲンガー          | クリスティン・ウィンデル   | 2018年3月8日   | 128             |
| 131  | 16   | The Thanatos Guild         | 父の遺したもの            | ジョエル・ノヴォア         | 2018年3月29日  | 112             |
| 132  | 17   | Brothers in Arms           | 戦友との別れ              | マーク・バンティング       | 2018年4月5日   | 87              |
| 133  | 18   | Fundamentals               | ヴァーティゴの影          | ベン・ブレイ               | 2018年4月12日  | 106             |
| 134  | 19   | The Dragon                 | ドラゴン                  | ゴードン・ヴァーヒュール   | 2018年4月19日  | 96              |
| 135  | 20   | Shifting Allegiances       | 忠誠の行方                | アレクサンドラ・ラ・ロッチ | 2018年4月26日  | 87              |
| 136  | 21   | Docket No. 11-19-41-73     | 事件番号11-19-41-73       | アンディー・アルマガニアン | 2018年5月3日   | 110             |
| 137  | 22   | The Ties That Bind         | 決死の攻防                | タラ・ミーレ               | 2018年5月10日  | 100             |
| 138  | 23   | Life Sentence              | 使命のために              | ジェームズ・バンフォード   | 2018年5月17日  | 135             |

### シーズン7 (2018年 - 2019年)
- 第9話は、クロスオーバー・イベント『エルスワールド』の1エピソード。

| 通算 | 話数 | タイトル                 | 日本語版タイトル           | 監督                       | 米国放送日     | 視聴者数 (万人) |
| ---- | ---- | ------------------------ | -------------------------- | -------------------------- | -------------- | --------------- |
| 139  | 1    | Inmate 4587              | 囚人4587番                 | ジェームズ・バンフォード   | 2018年10月15日 | 143             |
| 140  | 2    | The Longbow Hunters      | ロングボウ・ハンターズ     | ローラ・ベルジー           | 2018年10月22日 | 118             |
| 141  | 3    | Crossing Lines           | 正義のために               | ゴードン・ヴァーヒュール   | 2018年10月29日 | 115             |
| 142  | 4    | Level Two                | レベル2                    | ベン・ブレイ               | 2018年11月5日  | 108             |
| 143  | 5    | The Demon                | デーモン                   | マーク・バンティング       | 2018年11月12日 | 126             |
| 144  | 6    | Due Process              | 覚悟                       | クリスティン・ウィンデル   | 2018年11月19日 | 103             |
| 145  | 7    | The Slabside Redemption  | 決着の時                   | ジェームズ・バンフォード   | 2018年11月26日 | 131             |
| 146  | 8    | Unmasked                 | 素顔のヒーロー             | アレクサンドラ・ラ・ロッチ | 2018年12月3日  | 135             |
| 147  | 9    | Elseworlds: Part 2       | エルスワールド             | ジェームズ・バンフォード   | 2018年12月10日 | 206             |
| 148  | 10   | My Name Is Emiko Queen   | エミコ・クイーン           | アンディー・アルマガニアン | 2019年1月21日  | 122             |
| 149  | 11   | Past Sins                | 過去のあやまち             | デヴィッド・ラムゼイ       | 2019年1月28日  | 118             |
| 150  | 12   | Emerald Archer           | エメラルドの射手           | グレン・ウィンター         | 2019年2月4日   | 107             |
| 151  | 13   | Star City Slayer         | スター・シティ・スレイヤー | グレゴリー・スミス         | 2019年2月11日  | 109             |
| 152  | 14   | Brothers & Sisters       | 兄と妹                     | マーカス・ストークス       | 2019年3月4日   | 89              |
| 153  | 15   | Training Day             | 法の下の正義               | ルダ・ナッダ               | 2019年3月11日  | 102             |
| 154  | 16   | Star City 2040           | スター・シティ2040         | ジェームズ・バンフォード   | 2019年3月18日  | 100             |
| 155  | 17   | Inheritance              | ナインス・サークル         | パティア・プローティー     | 2019年3月25日  | 101             |
| 156  | 18   | Lost Canary              | ヒーローの証明             | クリスティン・ウィンデル   | 2019年4月15日  | 71              |
| 157  | 19   | Spartan                  | スパルタン                 | アヴィ・ヨービアン         | 2019年4月22日  | 71              |
| 158  | 20   | Confessions              | 偽りの告白                 | タラ・ミーレ               | 2019年4月29日  | 64              |
| 159  | 21   | Living Proof             | 負の連鎖                   | ゴードン・ヴァーヒュール   | 2019年5月6日   | 63              |
| 160  | 22   | You Have Saved This City | 街の救世主                 | ジェームズ・バンフォード   | 2019年5月13日  | 95              |

### シーズン8 (2019年 - 2020年)
- 第8話は、クロスオーバー・イベント『クライシス・オン・インフィニット・アース』の1エピソード。

| 通算 | 話数 | タイトル                             | 日本語版タイトル                                  | 監督                     | 米国放送日     | 視聴者数 (万人) |
| ---- | ---- | ------------------------------------ | ------------------------------------------------- | ------------------------ | -------------- | --------------- |
| 161  | 1    | Starling City                        | もう１つの現実                                    | ジェームズ・バンフォード | 2019年10月15日 | 84              |
| 162  | 2    | Welcome to Hong Kong                 | 選ぶべき道                                        | アントニオ・ネグレ       | 2019年10月22日 | 77              |
| 163  | 3    | Leap of Faith                        | 揺らぐ信念                                        | ケイティ・キャシディ     | 2019年10月29日 | 76              |
| 164  | 4    | Present Tense                        | 父と子                                            | クリスティン・ウィンデル | 2019年11月5日  | 62              |
| 165  | 5    | Prochnost                            | 葛藤                                              | ローラ・ベルジー         | 2019年11月19日 | 74              |
| 166  | 6    | Reset                                | タイムループ                                      | デヴィッド・ラムゼイ     | 2019年11月26日 | 79              |
| 167  | 7    | Purgatory                            | 煉獄                                              | ジェームズ・バンフォード | 2019年12月3日  | 83              |
| 168  | 8    | Crisis on Infinite Earths: Part Four | クライシス・オン・インフィニット・アース パート４ | グレン・ウィンター       | 2020年1月14日  | 141             |
| 169  | 9    | Green Arrow & The Canaries           | グリーンアロー＆キャナリーズ                      | タラ・ミーレ             | 2020年1月21日  | 89              |
| 170  | 10   | Fadeout                              | 伝説の終わりと始まり                              | ジェームズ・バンフォード | 2020年1月28日  | 73              |

### 特別番組
2013年10月2日、ジョン・バロウマンがナレーターを務めるシーズン1の総集編『Year One』が放送された。
2020年1月28日、シリーズ最終話の放送前に、キャスト・スタッフへのインタビュー番組『Arrow: Hitting the Bullseye』が放送された。

## シリーズ完結後の展開
『ARROW/アロー』の完結後も、登場人物たちは『ARROW/アロー』と世界観を同じくするアローバースの他の作品にしばしば登場している。
該当エピソードは以下の通り。
| 放送日     | エピソード                                     | 登場した人物                         |
| ---------- | ---------------------------------------------- | ------------------------------------ |
| 2020/02/04 | 『THE FLASH / フラッシュ』シーズン6 第10話     | ジョン・ディグル                     |
| 2021/06/13 | 『BATWOMAN / バットウーマン』シーズン2 第16話  | ジョン・ディグル                     |
| 2021/07/06 | 『THE FLASH / フラッシュ』シーズン7 第16話     | ジョン・ディグル                     |
| 2021/09/21 | 『SUPERGIRL / スーパーガール』シーズン6 第12話 | ジョン・ディグル                     |
| 2021/12/14 | 『THE FLASH / フラッシュ』シーズン8 第5話      | ミア・クイーン                       |
| 2022/01/19 | 『BATWOMAN / バットウーマン』シーズン3 第9話   | ジョン・ディグル                     |
| 2022/06/15 | 『THE FLASH / フラッシュ』シーズン8 第18話     | ジョン・ディグル                     |
| 2023/04/26 | 『THE FLASH / フラッシュ』シーズン9 第9話      | オリバー・クイーン、ジョン・ディグル |

## タイアップ
2013年発売のテレビゲーム『インジャスティス:神々の激突』では、通常のグリーンアローをスティーヴン・アメル版に切り替えるスキンが用意されている。